# Elezioni parlamentari in Grecia del 1964
Le elezioni parlamentari in Grecia del 1964 si tennero il 16 febbraio.

## Risultati
| Liste                                                | Voti      | %     | Seggi |
| ---------------------------------------------------- | --------- | ----- | ----- |
| Unione di Centro                                     | 2 424 477 | 52,72 | 171   |
| Unione Radicale Nazionale - Partito dei Progressisti | 1 621 546 | 35,26 | 107   |
| Sinistra Democratica Unita                           | 542 865   | 11,80 | 22    |
| Lista di Indipendenti                                | 9 951     | 0,22  | –     |
| Totale                                               | 4 598 839 | 100   | 300   |